# Alforja
Alforja – gmina w Hiszpanii, w prowincji Tarragona, w Katalonii, o powierzchni 38,02 km². W 2011 roku gmina liczyła 1865 mieszkańców.